# Petrogale concinna
Petrogale concinna är en pungdjursart som beskrevs av John Gould 1842. Petrogale concinna ingår i släktet klippkänguruer och familjen kängurudjur. IUCN kategoriserar arten globalt som otillräckligt studerad. Inga underarter finns listade.
Arten är tillsammans med Petrogale burbidgei den minsta i släktet klippkänguruer. Den listades tidigare i ett eget släkte, Peradorcas.
Pungdjuret förekommer i två från varandra skilda områden i norra Australien. Arten vistas i regnskogar, andra skogar, buskmarker och gräsland. Den vilar på dagen i grottor och är aktiv på natten.